# جوزپه جاکوزا
جوزپه جاکوزا (ایتالیایی: Giuseppe Giacosa؛ ‏ ۲۱ اکتبر ۱۸۴۷ – ۱ سپتامبر ۱۹۰۶) شاعر، لیبرتو و نمایشنامه‌نویس اهل پادشاهی ایتالیا بود.
وی دانش‌آموختهٔ رشتهٔ حقوق در دانشگاه تورین بود، اما هرگز به حرفهٔ وکالت نپرداخت.
از فیلم‌ها یا مجموعه‌های تلویزیونی که وی در آن‌ها نقش داشته‌است، می‌توان به همچون برگ‌ها اشاره نمود.